# Lupsingen
Lupsingen es una comuna suiza del cantón de Basilea-Campiña, situada en el distrito de Liestal. Limita al noreste con la comuna de Seltisberg, al este con Bubendorf, al sur con Ziefen y Seewen (SO), al oeste con Büren (SO), y al norte con Nuglar-Sankt Pantaleon (SO).